# Vertrag von Aberconwy

Gwynedd nach dem Frieden von Aberconwy 1277

Der am 9. November 1277 geschlossene Vertrag von Aberconwy beendete den ersten Feldzug des englischen Königs Eduard I. gegen Llywelyn ap Gruffydd, den Fürsten von Wales.

## Vorgeschichte
Llywelyn ap Gruffydd, der Fürst des walisischen Fürstentums Gwynedd, hatte sich ab 1255 die Vorrangstellung über die walisischen Fürstentümer erkämpft und wurde 1267 im Vertrag von Montgomery vom englischen König Heinrich III. als Fürst von Wales anerkannt. Dennoch hatte sich der Konflikt mit den anglonormannischen Marcher Lords und mit Eduard I., dem Sohn und Nachfolger von Heinrich III. so zugespitzt, dass dieser im November 1276 Llywelyn ap Gruffydd zum Rebellen erklärt hatte. Durch einen erfolgreichen Feldzug gegen Wales hatte Eduard I. seinen Gegner innerhalb eines Jahres zur Aufgabe und zur Unterwerfung gezwungen.

## Vertragsinhalt
Der König hatte am 2. November 1277 seine Ratgeber Otton de Grandson, Antony Bek und Robert de Tibetot mit den Verhandlungen mit den Walisern betraut. Die Verhandlungen mit den Walisern fanden in Aberconwy Abbey, dem Hauskloster der Fürsten von Gwynedd statt. Am 9. November 1277 musste Llywelyn die Friedensbedingungen akzeptieren, die im Vertrag von Aberconwy festgelegt wurden. Er musste dem König in Rhuddlan seine Hommage erweisen, und Ende des Jahres musste er nach London reisen und dem König dort Weihnachten 1277 erneut huldigen. Schwer wogen die Gebietsabtretungen, die Llywelyn hinnehmen musste. Die vier Cantrefi von Perfeddwlad östlich des Conwy fielen an den König, dazu verlor er die vom König eroberte Gebiete von Builth, Brecknockshire, Maelienydd und Cedewain in Mittelwales. Llywelyn verlor die Oberherrschaft über die meisten der walisischen Lords von Powys Fadog, Ceredigion und Deheubarth. Das besetzte Powys Wenwynwyn musste er an Gruffydd ap Gwenwynwyn zurückgeben. Das Territorium von Gwynedd wurde durch diese Verluste wieder auf den Stand des Vertrags von Woodstock von 1247 beschränkt. Llywelyn musste dazu seinen gefangenen Bruder Owain Goch freilassen und ihm eine angemessene Versorgung gewähren, ebenso seinem Bruder Rhodri. Als Strafe für seine Rebellion gegen den König sollte er die enorme Summe von 50.000 Pfund bezahlen. Für die Wiedererlangung der im August 1277 besetzten Insel Anglesey musste er jährlich 1000 Mark (über 666 Pfund) bezahlen. Als Sicherheit für die Erfüllung des Vertrags musste das Fürstentum Gwynedd zehn Geiseln stellen, außerdem mussten Abordnungen von jedem der Cantrefi von Gwynedd den königlichen Beauftragten jährlich die Treue schwören.
Im Gegenzug machte auch der englische König Zugeständnisse. Llywelyn durfte seinen Titel als Fürst von Wales behalten, der jedoch nur ihm auf Lebenszeit gewährt wurde und nicht auf seine Brüder übertragen werden durfte. Er blieb das Oberhaupt von fünf kleineren walisischen Lords von fürstlichem Geblüt. Dies waren vier Lords von Powys Fadog, die kleinere Besitzungen im oberen Tal des Dee hatten, sowie der vertriebene Rhys Wyndod von Deheubarth. Dass nur fünf unbedeutende Lords Llywelyn unterstellt blieben, kann als zusätzliche Demütigung gesehen werden, doch andere Bestimmungen des Vertrags belegen, dass Eduard I. dem besiegten Gegner seine Würde belassen wollte. Eine weitere Bestimmung des Vertrags demonstriert Eduards I. Anstand: als Versorgung für Llywelyns Bruder Dafydd, der nach einer gescheiterten Rebellion gegen Llywelyn im englischen Exil lebte, überließ der König diesem die beiden Cantrefi Rhufoniog und Dyffryn Clwyd in Perfeddwlad sowie die Herrschaft Hope, und Llywelyn erhielt die Gebiete in Gwynedd, auf die Dafydd Anspruch gehabt hatte. Letztlich bestimmte der König, dass Streitereien über Gebiete in Gwynedd nach walisischem Recht und nicht nach dem englischen Common Law entschieden werden dürfen.

## Umsetzung und Folgen
In der Umsetzung des Vertrags erließ der König bereits am 11. November 1277 wieder die Zahlung der Strafe von 50.000 Pfund und der jährlichen Zahlung für Anglesey, da Llywelyn als Fürst des stark verkleinerten Gwynedd außerstande gewesen wäre, diese Summe aufzubringen. Llywelyn überließ seinem Bruder Owain Goch die Halbinsel Lleyn, wo dieser bis zu seinem Tod vor 1282 lebte. Llywelyns Bruder Rhodri verzichtete gegen eine jährliche Zahlung von 1000 Mark auf seine Gebietsansprüche und lebte ab 1278 als Landadliger in England. Llywelyn hielt sich an die Bestimmungen des Vertrags, so dass der König bereits im Oktober 1278 die walisischen Geiseln frei ließ und Llywelyn seine lange geplante Hochzeit mit Eleanor de Montfort erlaubte.
In Nordostwales fielen die Cantrefi Tegingl und Rhos sowie der Großteil von Powys Fadog an das im königlichen Besitz befindliche Chester. In Mittelwales übergab der König Ceri und Cedewain 1279 an Roger Mortimer, Builth blieb im Besitz der Krone. Zur Sicherung seiner Eroberungen ließ der König die mächtigen Burgen von Builth, Flint, Rhuddlan und Aberystwyth errichten. In Südwales konnte der mit dem König verbündete Rhys ap Maredudd seine Herrschaft vergrößern, während die anderen Lords von Deheubarth und Ceredigion die englische Herrschaft anerkennen und Gebietsverluste hinnehmen mussten.
Die strenge, oft tyrannische Herrschaft der königlichen Beamten und der Marcher Lords führte bereits 1282 zu einem landesweiten walisischen Aufstand unter Führung von Dafydd ap Gruffydd, dem sich Llywelyn bald anschloss. Eduard I. unternahm daraufhin einen erneuten Feldzug gegen Wales, der 1283 mit der Eroberung des gesamten Landes endete.